# 스텔라 고네이
스텔라 고네이(영어: Stella Gonet, 1960년 5월 8일 ~ )는 영국의 배우이다.
스코틀랜드 그리녹에서 태어났다. 영화 《스펜서》에서 엘리자베스 2세 여왕을 연기했다.

## 영화
- 모 (2010년)
- 니콜라스 니클비 (2002년) - 니클비 부인 역
- 디스커버리 오브 헤븐 (2001년)
- 홀비시티 시즌1 (1999년)
- 스탈린 (1992년)
- 최후의 총성 (1989년)
- 캐주얼티 (1986년)